# 1,2-二(二溴甲基)苯
1,2-二(二溴甲基)苯是一种有机化合物，化学式为C6H4(CHBr2)2。它的三种二溴甲基同分异构体都存在，但邻位的异构体是研究最多的。它可由邻二甲苯和溴的光化学反应制得。
C6H4(CH3)2  +  4 Br2  →  C6H4(CHBr2)2  +  4 HBr
它可以和碘化钠反应，生成α,α'-二溴邻二(亚甲基)苯，在捕获剂的存在下和亲双烯体反应生成亚萘基化合物。如果没有捕获剂，则得到α,α'-二溴苯并环丁烷：
C6H4(CHBr2)2  +  2 NaI → C6H4(=CHBr)2  +  2 NaBr  +  I2
C6H4(=CHBr)2 → C6H4(CHBr)2
这些二亚甲基苯的环加成反应可以得到并苯。